# Christian Schönamsgruber

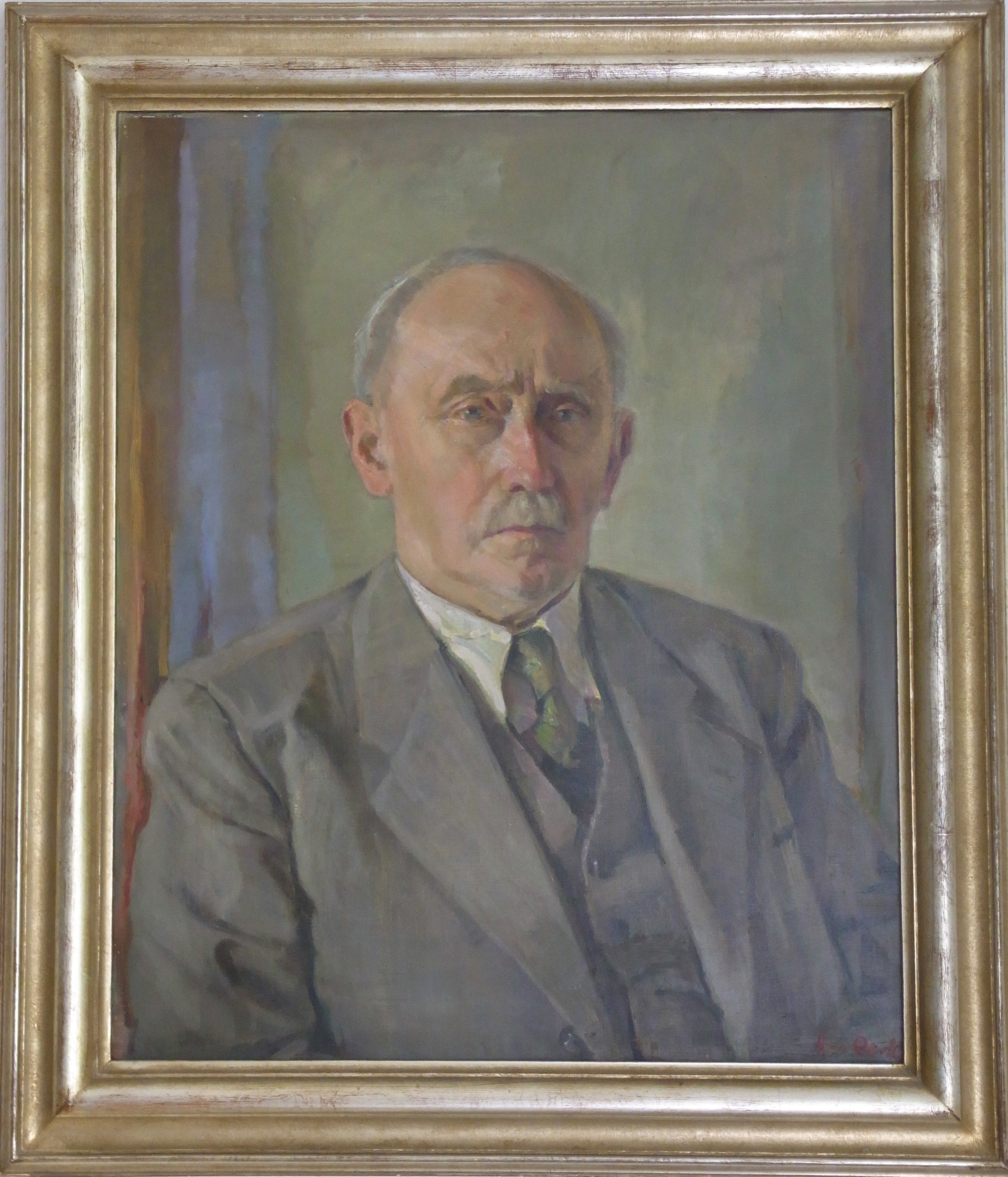
Porträt von Christian Schönamsgruber (Öl auf Leinwand), gemalt von Hans Oertle, Nürnberg 1955.

Christian (Karl) Schönamsgruber (* 1875 in Nürnberg; † 1961 ebenda) war ein deutscher Graveur und Medailleur und gehört zu den bedeutenden Jugendstilkünstler von Nürnberg.
Schönamsgruber frühe Ambitionen Bildhauer zu werden, wurden von seinem Vater missbilligt und so musste er daher das Handwerk des Graveurs erlernen.
Sein Talent konnte er im zweiten Kurs von Richard Riemerschmid und in den beiden ersten Kursen von Friedrich Adler schärfen, sodass er durch die Unterstützung der Stiftung von Lothar von Faber 1903 selbständiger Unternehmen seine eigene Werkstätte eröffnen konnte. Von der Mustersammlung des Gewerbemuseums Nürnberg wurden zahlreiche Arbeiten aus Metall angekauft, wobei sein künstlerischer Schwerpunkt in der Bearbeitung von Silber lag. In späten Jahren wurde er Lehrer für Gravieren und Ziselieren an Berufsfortbildungsschule in Nürnberg.